# Chrzanów (województwo lubelskie)
Chrzanów – wieś sołecka w Polsce, położona w województwie lubelskim, w powiecie janowskim, w gminie Chrzanów.
W latach 1975–1998 miejscowość administracyjnie należała do województwa tarnobrzeskiego. Według Narodowego Spisu Powszechnego (III 2011 r.) liczyła 1643 mieszkańców i była największą miejscowością gminy Chrzanów.
Obecnie Chrzanów administracyjnie dzieli się na cztery części (I i II to dawny Chrzanów Szlachecki, zaś III i IV – Chrzanów Ordynacki). Do miejscowych zabytków należy zaliczyć unikatowy na Roztoczu okólnik (budynki: mieszkalny i gospodarcze zamknięte w czworoboku), stare dłubane w jednym pniu ule leżące i stojące (zwane kłodami), drewniany kościół parafialny pod wezwaniem św. Jacka wybudowany w 1932 r. ze składek parafian i wiatrak koźla z 1924 r. Nazwa miejscowości pochodzi zapewne od słowiańskiego imienia Chrzan.

## Części wsi
| SIMC    | Nazwa             | Rodzaj             |
| ------- | ----------------- | ------------------ |
| 0789200 | Chrzanów Czwarty  | część miejscowości |
| 0789217 | Chrzanów Drugi    | część miejscowości |
| 0789223 | Chrzanów Pierwszy | część miejscowości |
| 0789230 | Chrzanów Trzeci   | część miejscowości |
| 0789246 | Dąbrowa           | część miejscowości |
| 0789252 | Zawygonie         | część miejscowości |

## Historia
Pierwsze wzmianki na temat miejscowości pochodzą z roku 1377. Wtedy to król Ludwik Węgierski nadał wieś Dymitrowi z Goraja, podskarbiemu i późniejszemu marszałkowi Królestwa. Na początku XV w. w wyniku podziału dóbr Chrzanów trafi w ręce bratanków możnowładcy, dziedziców ze Stojanie. Wieś prawa wołoskiego, położona była w drugiej połowie XV wieku w województwie lubelskim. W 1508 r. wieś, będąca własnością Firleja, została przeniesiona na prawo magdeburskie. W roku 1531 – 33 Chrzanów posiadał 8 łanów kmiecych, był także folwark. W I połowie XVI w. następuje podział wsi na dwie części. Właścicielami jednej części zostali Gorajscy, zaś drugą przejął W. Sieneński. Sprzedał on z kolei swoją część Stanisławowi Górce, wojewodzie poznańskiemu. Po śmierci tego ostatniego ta część wsi przeszła w ręce Jana Zamoyskiego w 1596, który wcielił ją do swojej ordynacji. Sprzedaż dóbr Zamojskiemu spowodowała konflikt z rodziną Gorajskich. W 1598 r. zbrojni nasłani przez ordynata najechali na dobra Gorajskiego w Chrzanowie. W XVI w. wzrosła powierzchnia upraw, która w 1626 r. liczyła 38,5 łana. Po bezpotomnej śmierci Teodora Gorajskiego część wsi dostała się w 1665 r. w ręce Teofili Rejowej (później Fredrowej). W 1693 r. z kolei została ona sprzedana Stanisławowi Szczuce, referendarzowi koronnemu. Wojny wieku XVII w. przyniosły daleko idące spustoszenie wsi. Odłogiem leżało blisko 70 łanów ziemi uprawnej. W 1661 r. w części szlacheckiej pozostało 19 gospodarzy. w tym I (Jędrzej Michałek). Na początku XVIII w. w części ordynackiej była arenda, karczma i folwark. W XVIII i XIX w. Chrzanów kilkakrotnie zmieniał właściciela. 1807 r. w części ordynackiej znajdowały się: 2 karczmy i folwark, chłopi zaś posiadali: 40 wołów, 56 koni, 223 krów, 66 świń, 98 owiec, 68 pni pszczół i 45 sadów z drzewami owocowymi włościanie odrabiali części pola pańszczyznę, a z części płacili czynsz. W 1827 r. Chrzanów liczył 893 mieszkańców. W połowie XIX w. w części szlacheckiej osadzono, na drobnych działkach, kilkunastu gospodarzy żydowskich, którzy zajmowali się także tkactwem. Gospodarka pańszczyźniana była przyczyną skarg na nadmiar powinności inwentarskich. Skargi podnosili chłopi także z powodu ulewnych deszczów, które zniszczyły im grunty. W związku z tym prosili o zmniejszenie im podatków. Rok 1864 r. przyniósł ukaz uwłaszczenia, w wyniku którego 212 gospodarzy otrzymało na własność 42 hektary 99 mórg pola. Największy nadział otrzymał Stanisław Stanicki – 45 mórg. W 1864 r. powstała gmina Chrzanów (istnieje ona do dziś – z krótką przerwą w latach 1977–1981), w jej skład wchodziło 14 wsi i 6 folwarków. W XIX w. istniał browar, duże dochody przynosiło pszczelnictwo. Oprócz Żydów Chrzanów zamieszkiwali także prawosławia (byli unici). Pod koniec XIX w. rozprzedano część gruntów folwarcznych położonych w części szlacheckiej. W okresie międzywojennym powstała szkoła, straż pożarna (1927 r.), Parafia św. Jacka w Chrzanowie (1932 r.). Według spisu powszechnego z roku 1921 miejscowość Chrzanów posiadała 384 domów i 2371 mieszkańców w tym 6 żydów, jednego rusina i 2 osoby innego wyznania.
Podczas II wojny światowej Chrzanów był silnym ośrodkiem partyzantki (Bataliony Chłopskie) We wrześniu 1943 r. oddział Batalionów Chłopskich spalił urząd gminy i wykonał egzekucję na nauczycielu za kolaborację. W okolicach wsi funkcjonował pod ziemią szpital polowy. Po II wojnie światowej miejscowość przeżywała rozwój – nastąpiła elektryfikacja. Wybudowano bitą drogę do Janowa Lubelskiego i Goraja (lata 60.), zwodociągowano wieś. W 1977 r. odbywały się uroczyste obchody z okazji 600-lecia Chrzanowa.

## Obiekty użyteczności publicznej
Według informacji z Oficjalnego serwisu Gminy Chrzanów. W miejscowości Chrzanów I funkcjonuje Ośrodek Zdrowia, zatrudniający lekarza ogólnego rodzinnego, pediatrę i stomatologa. Obecnie Ośrodek ten ma charakter niepubliczny.
W Chrzanowie znajdują się także:
- Stacja paliw ze sprzedażą części zamiennych,
- Bank Spółdzielczy,
- Placówka Poczty Polskiej,
- Rewir Dzielnicowych Policji,
- Gminna Spółdzielnia „Samopomoc Chłopska”,
- Zakład piekarniczy,
- Restauracja
- Usługi weterynaryjne,
- Nauka jazdy
- Młynarstwo oraz przerób gryki